# Interferometr Michelsona

Schemat interferometru Michelsona
A – źródło światła monochromatycznego
B – półprzepuszczalna płytka
C – zwierciadła
D – ekran

Interferometr Michelsona to jeden z najczęściej stosowanych interferometrów. Posiada dwa prostopadłe do siebie ramiona. Monochromatyczne światło ze źródła A wpada do wnętrza układu i w centralnej części rozdziela się na dwie wiązki na półprzepuszczalnym zwierciadle B. Na końcu obu ramion znajdują się zwierciadła C, które zawracają bieg promieni. Jedno ze zwierciadeł dodatkowo jest ruchome i za jego pomocą zmienia się drogę optyczną jednej z wiązek w celu ustawienia interferometru. Po odbiciu obie wiązki padają ponownie na półprzepuszczalne zwierciadło, gdzie biegną już w jednym kierunku (do obserwatora D) i interferują ze sobą.

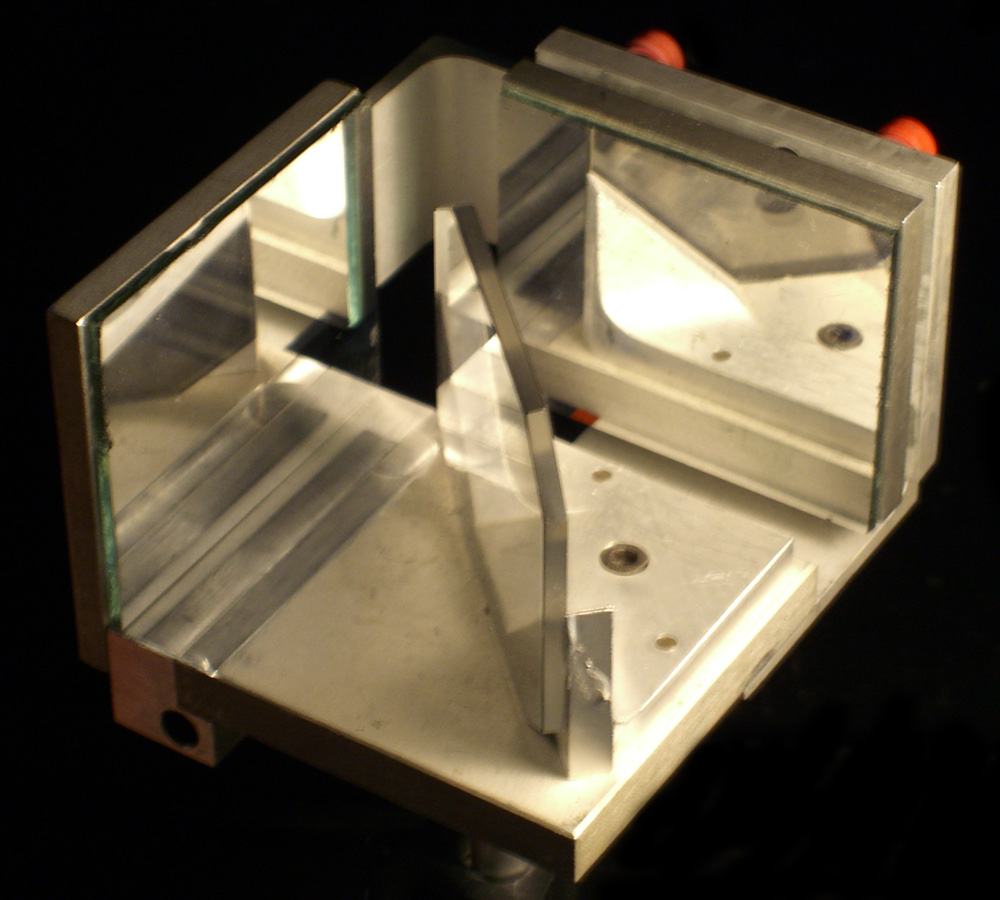
Interferometr Michelsona

Michelson zmierzył długość wzorca metra przechowywanego w Paryżu, wyrażając ją liczbą długości fal pewnego monochromatycznego światła. Pokazał on, że wzorzec metra jest równoważny 1 553 163,5 długości fal czerwonego światła kadmu. Za to osiągnięcie otrzymał w 1907 roku nagrodę Nobla (za zbudowanie niezwykle precyzyjnych przyrządów optycznych i pomiary metrologiczne przeprowadzone przy ich użyciu).
Interferometr Michelsona należy do grupy interferometrów dwuwiązkowych.